# Velibor Vasović
Velibor Vasović (né le 3 octobre 1939 - mort le 4 mars 2002 d'une attaque cardiaque) est footballeur serbe qui enchaîna sur une carrière d'entraîneur. Il fait partie du Club van 100.

## Style De Jeu
Velibor Vasovic 
était connu pour ses grandes capacités défensives, des tacles très précis, mais toujours propres et bien dosés, gardant toujours son sang froid dans n'importe quelle situation, un marquage rigoureux se laissant très rarement avoir. Il était également connu pour avoir une superbe technique, un contrôle de balle exceptionnel, une capacité hallucinante à se projeter vers l'avant sans aucune difficulté, une grosse qualité de passe court ou long, peu importe le résultat, et le même dans les pieds, le moins de touches de balle possible pour faire avancer son équipe le plus rapidement. Il était également un solide buteur habile de la tête, capable d'envoyer des frappes de 25 m, des volées, Il était réputé également pour ses qualités humaines, sa faculté d'apprentissage, de faire part de son expérience aux plus jeunes ; il avait des valeurs qu'il a toujours respectées. Son leadership a été également reconnu, car il est le tout premier capitaine étranger de l'Ajax, le capitaine lors de l'époque 1970-1971 où il soulève le trophée de la Coupe des clubs champions européens. Devenant le tout premier joueur de l'histoire de l'Ajax à le soulever.
Malheureusement, Vasovic était aussi réputé pour avoir joué environ 300/400 matchs, ce qui est assez peu, à cause notamment de l'asthme dont il souffrait. Malgré tout, il est toujours considéré comme l'un des meilleurs joueurs de l'histoire de l'Ajax, l'un des meilleurs joueurs yougoslaves de tous les temps, l'un des plus grands défenseurs de sa génération, voire même de l'histoire.
.
Johan Cruyff : Il m'a toujours conseiller sur tout , m'a beaucoup parlé , il ma vite intégrer dans le groupe il m'a beaucoup appris c'était un grand homme et un grand défenseur et joueur avec une technique hallucinante .
Rinus Michels : Il a été le premier joueur "total" un grand homme et un joueur d'exception , 

## Carrière joueur
- 1958-1963 : Partizan Belgrade (Serbie)
- 1963-1964 : Étoile rouge de Belgrade (Serbie)
- 1964-1966 : Partizan Belgrade (Serbie)
- 1966-1971 : Ajax Amsterdam (Pays-Bas)

## Carrière entraîneur
- 1971-1973 : Partizan Belgrade (Serbie).
- 1974-1975 : Proleter (Serbie).
- 1975-1976 : Angers SCO (France).
- 1976-1977 : Paris SG (France).
- 1978-1979 : Paris SG (France).
- 1983 : Ethnikos (Grèce).
- 1986-1988 : Étoile rouge de Belgrade (Serbie)
- 1989 : AC Bellinzone (Suisse).

## Palmarès joueur
- 32 sélections, 2 buts en équipe de Yougoslavie A entre 1961 et 1966.
- Capitaine de l'Ajax qui brandit la première Coupe des Champions du club (1971).
- Champion de Yougoslavie 1961, 1962, 1963, 1965 avec Partizan.
- Champion de Hollande 1967, 1968, 1970 avec l'Ajax.
- Vice-champion de Hollande 1969, 1971 avec l'Ajax.
- Vainqueur de la Coupe de Hollande 1967, 1970, 1971 avec l'Ajax.
- Finaliste de la Coupe de Hollande 1968 avec l'Ajax.
- Vainqueur de la Coupe des Champions 1971 avec l'Ajax.
- Finaliste de la Coupe des Champions 1969 avec l'Ajax.
- Finaliste de la Coupe des Champions 1966 avec Partizan.

## Palmarès entraîneur
- Vainqueur du Championnat de Yougoslavie 1988